# Heinz Eikelbeck
Heinz Eikelbeck (né le 17 février 1926 à Lintfort et mort le 1er juin 2011 à Bochum) est un homme politique allemand du SPD. De 1975 à 1994, il est lord-maire de Bochum.
Ingénieur soudeur de formation, il est élu au conseil municipal de Bochum pour la première fois en 1964, où il devient président du groupe SPD en 1971.
Le 22 mai 1975 Eikelbeck est élu maire de Bochum. Il est réélu en 1979, 1984 et 1989.

## Prix / honneurs
- 1979: Anneau d'honneur de la ville de Bochum
- 1990: Citoyen d'honneur de l'Université de la Ruhr à Bochum
- 1995: Ordre du Mérite de Rhénanie-du-Nord-Westphalie